# Grambow (Adelsgeschlecht)

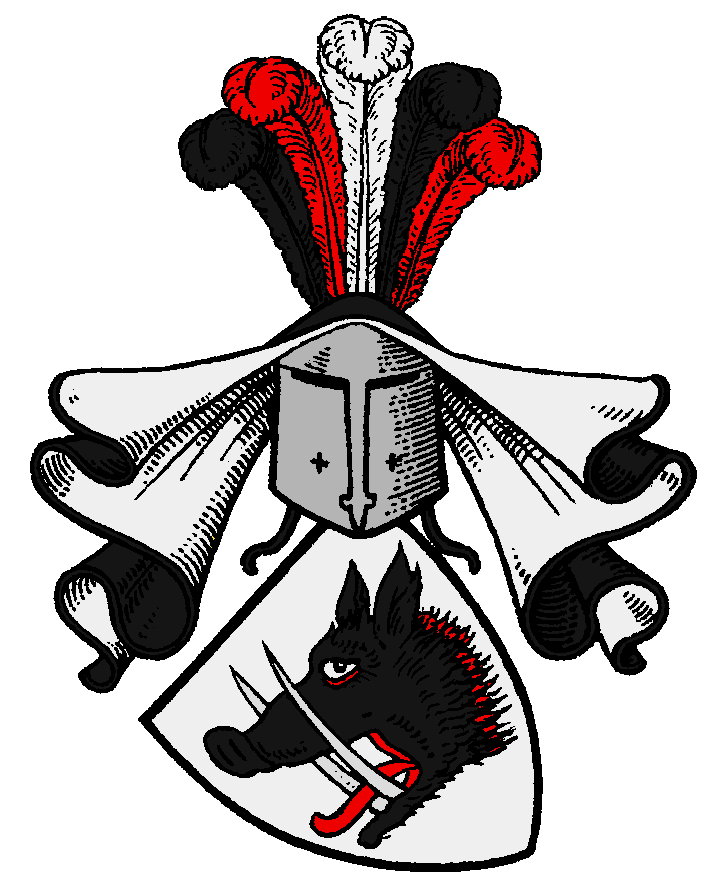
Wappen derer von Grambow

Grambow ist der Name eines alten, im Mannesstamm erloschenen mecklenburgisch-markbrandenburgischen Adelsgeschlechts.
Ein gleichnamiges, jedoch stamm- und wappenverschiedenes Geschlecht blühte vom 13. bis zum 17. Jahrhundert in Pommern und der Uckermark.

## Geschichte
Das Rittergeschlecht Grambow, dessen Stammsitz im gleichnamigen Ort im Amt Lübz oder Gadebusch zu vermuten ist, trat gesichert zuerst im 13. Jahrhundert mit dem werlischen Vasall und Ritter Friedrich von Grambow urkundlich in Erscheinung. Frühe Angehörige der Familie führten den Genanntnamen Prignitz, weswegen umstritten ist, ob es sich um ein von Brandenburg nach Mecklenburg oder umgekehrt übergesiedeltes Geschlecht handelt.
Die ersten urkundlichen Erwähnungen von Walow waren 1255 und 1266. Die Besitzverhältnisse in Walow wechselten in den kommenden Jahrzehnten ständig. Darunter auch die Brüder von Grambow. Im Jahre 1310 wurde Fincken erstmals in einem Vertrag zwischen den Fürsten von Werle und den Brandenburger Markgrafen erwähnt. Zu den Besitzern des Dorfes gehörte das Rittergeschlecht von Grambow. In den Jahren 1342 bis 1362 sind mehrere Urkundenbezeugungen und Siegelabdrücke durch einen Knappen und Vogt zu Wredenhagen Yo von Grambow bekannt. Der achteckige Taufstein aus Sandstein in der Dorfkirche Massow ist eine Arbeit aus dem 16. Jahrhundert. Er zeigt u. a. zwei Wappen derer von Grambow-Priegnitz. Groß Kambs war 1506 im Besitz von Klaus von Grambow und 1621 waren die Herren Erdmann Christoph von Grambow und Ernst von Grambow im Besitz von Wildkuhl bei Bollewick. Letztgenanntes war noch bis zur Mitte des 18. Jahrhunderts bei der Familie.
In den Jahren 1720 bis 1744 erfolgten vier Einschreibungen der Familien von Grambow aus dem Hause Wildkuhl in das adlige Damenstift im Kloster Dobbertin. Die Eintragung am 3. Oktober 1733 von Elisabeth Tugendreich von Grambow (Nr. 203), Tochter des Oberstleutnant Adam Dietrich von Grambow wurde gestrichen und das Einschreibegeld zurückgezahlt, weil die Ahnen von der Mutter nicht beigebracht wurden.
Wahrscheinlich ließ der 1689 auf dem Gut geborene und spätere Major Volrath Levin von Grambow 1726/27 das Gutshaus in Wildkuhl erbauen. Seine Tochter Charlotta Amalia von Grambow wurde am 8. März 1735 (Nr. 215) im Dobbertiner Einschreibebuch eingetragen.
Er hatte sechs oder zehn Geschwister und verpfändete 1733 das Gut Wildkuhl an von Knuth.
Volrath Levin von Grambow, der den militärischen Rang eines Generalleutnants der Infanterie erlangte und dem das dänische Prinz Friedrichs Regiment unterstanden hatte, starb 1761 in der dänischen Stadt Helsingør. Sein Bruder Hans Heinrich von Grambow (1677–1758) war Generalmajor und Kommandant von Nyborg. Volrath Levins einziger Sohn war der dänische Kammerherr und Stiftsamtmann Diderik Otto von Grambow (* 1732), der zwar seit 1765 mit Elisabeth Sophie Lente-Adeler verheiratet war, einer Urenkelin des dänisch-norwegischen Generaladmirals Cort Adeler, aber kinderlos 1773 in Christiania verstarb.

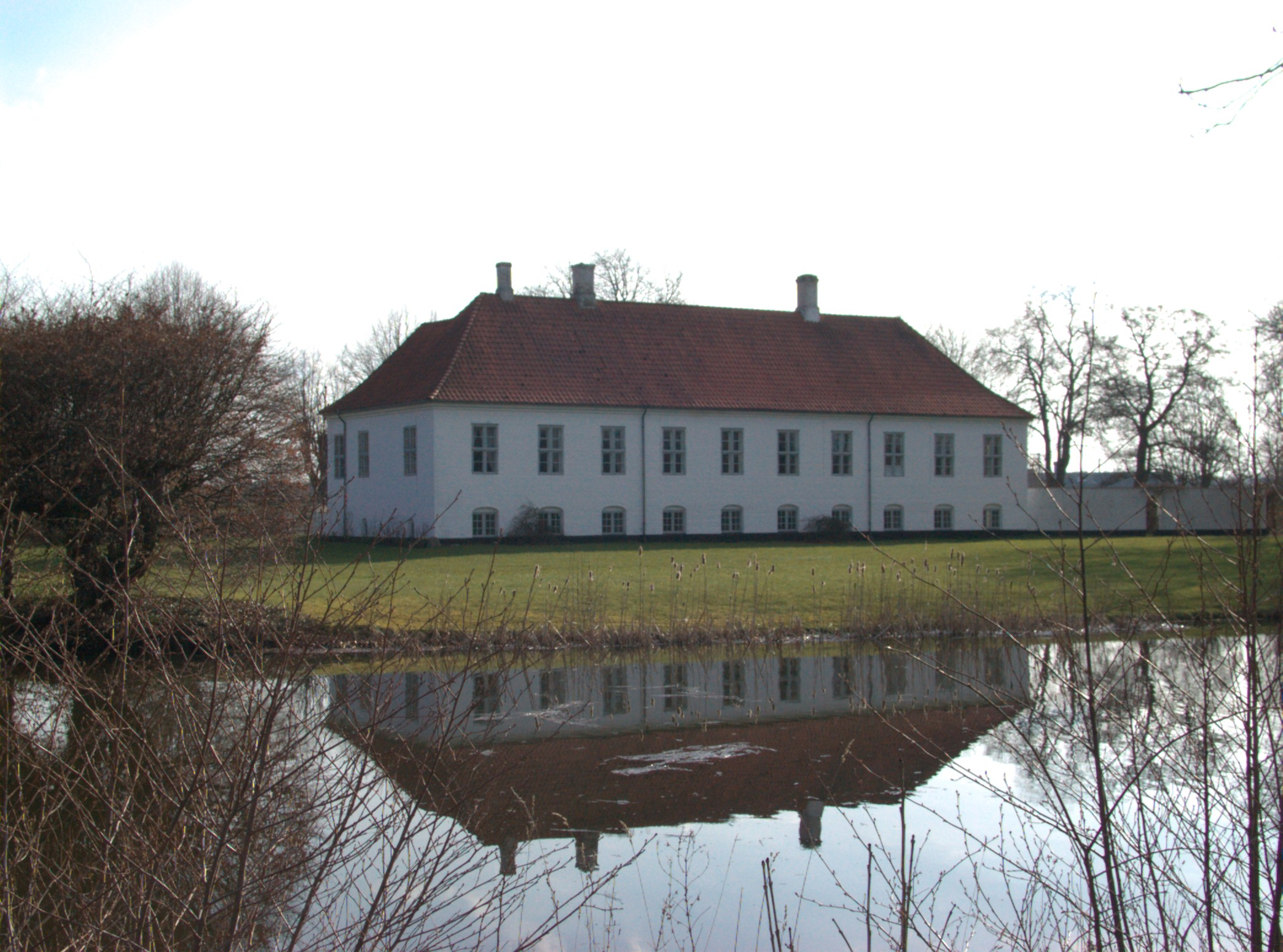
Gutshaus von Sandagergård, 1713–1794 Grambow’scher Besitz

Volrath Levins Bruder Hans Heinrich von Grambow (1677–1758) hatte 1713 durch Heirat das Gut Sandagergård südlich von Kopenhagen erworben, das er seinem Sohn Carl von Grambow († 1774) vererbte. Aus dessen Hand ging das Gut 1774 an seine Tochter, im selben Jahr noch aber an deren Ehemann, den Generalmajor Conrad von der Brincken († 1793); nach dessen Tod wieder an Carls Tochter, Henriette Margrethe von der Brincken geb. von Grambow, die es bis 1794 behielt.
Volrath Levins weiterer Bruder, der dänische Oberst Adam Dietrich (Didrik) von Grambow (1683–1766), heiratete 1732 Margrethe Christine de Windtz (1701–1783), eine Tochter seiner Schwägerin mit dem Justizrat Nicolaj de Windtz († 1704) auf Sandagergård. Adam Didrik erwarb 1743 das Gut Tøjstrup im Svendborg Amt, das er seiner Tochter Augusta Adamsdatter von Grambow vererbte. Über diese kam das Gut 1768–1790 an ihren Gatten Carl Adolf von Bülow und schließlich 1790–1822 an den gemeinsamen Sohn Adam Didrik von Bülow.
Bereits im 14. Jahrhundert waren die Grambow unter der Ritterschaft der Prignitz anzutreffen. Dort besaßen sie neben Rosenwinkel und Herzsprung das Gut Grabow, bis zu ihrem Ausgang. Letzter dieser Linie war Georg von Grambow auf Grabow († 1639).

## Angehörige
- Hans Heinrich von Grambow (1677–1758), dänischer Generalmajor
- Volrath Levin von Grambow (1689–1761), dänischer Generalleutnant
- Diderik Otto von Grambow (1732–1773), dänischer Stiftsamtmann

## Wappen

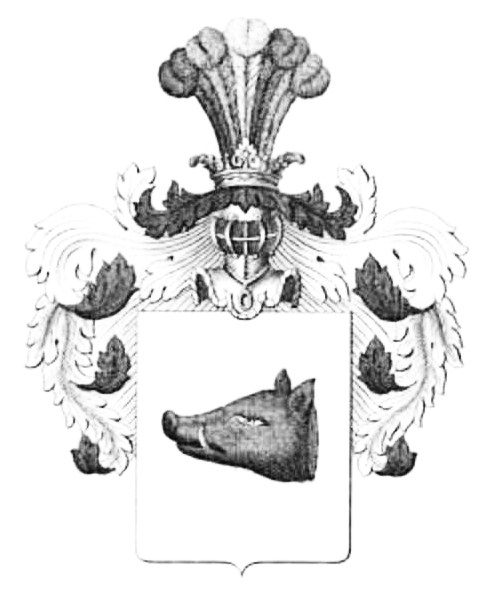
Wappen derer von Grambow in Mecklenburgisches Wappenbuch (1837)

Das Stammwappen zeigt in Silber einen rechtsgekehrten schwarzen Eberkopf (da, wo er abgeschnitten ist, rot). Auf dem Helm mit schwarz-silbernen Decken, fünf schwarz-rot-silber-schwarz-rote Straußenfedern.

### Ungedruckte Quellen
- Landeshauptarchiv Schwerin
  - LHAS 3.2-3/1 Landeskloster/Klosteramt Dobbertin.